# Bengt Pettersson (fotbollsspelare)
För andra betydelser, se Bengt Pettersson (olika betydelser).
Bengt Holger "Snövit" Pettersson, född 3 november 1933 i Fläckebo församling, död 11 augusti 1991, var en svensk fotbollsspelare (högerhalv). Han var far till fotbollsspelaren Stefan Pettersson.
Petterssons moderklubb var IFK Västerås. Han gick till Västerås SK inför den allsvenska säsongen 1956/1957, och spelade nio matcher (inga mål) när VSK åkte ur serien. Efter en säsong i division II gick han 1959 till AIK, där han spelade 13 matcher (inga mål) när även AIK höll på att åka ur Allsvenskan. Till säsongen 1960 satsade AIK på Björn Anlert och Curth Lundgren som ytterhalvor, och Pettersson gick då tillbaka till Västerås SK, där han stannade till 1966 innan han varvade ner i Kolbäcks AIF.
År 1957 spelade Pettersson två B-landskamper (inga mål) för Sverige. I maj 1959 spelade han två matcher mot brasilianska Botafogo med stjärnor som Didi, Nilton Santos, Garrincha och Mario Zagallo, en med AIK och en som utlånad till Gimonäs CK. I den förstnämnda matchen vann AIK med 1–0, och i den andra, där Gimonäs förlorade med 1–3, gjorde han Umeålagets tröstmål på straff.